# Mazeppa (Minnesota)
Mazeppa város az Amerikai Egyesült Államok Minnesota államában, Wabasha megyében. Lakosainak száma 874 fő (2020. április 1.).

## Népesség
A település népességének változása:

| 2010 | 842 |
| 2020 | 874 |